# Mesembriomys
A Mesembriomys az emlősök (Mammalia) osztályának a rágcsálók (Rodentia) rendjébe, ezen belül az egérfélék (Muridae) családjába tartozó nem.

## Rendszerezés
A nembe az alábbi 2 faj tartozik:
- feketelábú ausztrálpatkány (Mesembriomys gouldii) Gray, 1843 – típusfaj
- aranyhátú ausztrálpatkány (Mesembriomys macrurus) Peters, 1876